# Bunkeflostrand
Bunkeflostrand is een plaats en buitenwijk van de gemeente Malmö in het landschap Skåne en de provincie Skåne län. De plaats telt 10.386 inwoners (2010) en een oppervlakte van 363 hectare. De plaats is ook onderdeel van het stadsdeel Väster, een van de vijf stadsdelen waaruit de gemeente Malmö bestaat.

## Sport
- Bunkeflo IF, voetbal